# Гамбер-Бей
43°37′34″ пн. ш. 79°27′25″ зх. д. / 43.626° пн. ш. 79.457° зх. д.
Гамбер-Бей — затока озера Онтаріо на південь від міста Торонто, Онтаріо, Канада. Вона лежить між Онтаріо-Плейс на сході та Міміко-Крік на заході. Ця затока дала назву району Гамбер-Бей, розташованому в Етобіко.

## Історія
До 1809 року затока була обрамлена піщаним берегом із лісом за ним. Ця територія залишалася природною до кінця 19 століття, коли її почали забудовувати елінгами для човнів, різноманітними доріжками та готелями.
У 1802 році Річард Вілсон відкрив поромну переправу для переїзду через річку Гамбер. У 1882 році консорціум власників готелів (Чарльз Нерс, Джон Дак і Октавіус Гікс) розпочав поромне сполучення Humber River Ferry Company Limited з Гамбера до Торонто. Ця служба припинила свою діяльність у 1886 році, але згодом інші поромні переправи продовжувалися в 1890-х роках до Батерст-стріт і Йорк-стріт. Комісія гавані Торонто змінила форму набережної, заповнивши берегову лінію на 100 ярдів від річки Гамбер на схід до Вілсон-Парк-авеню. Це призвело до продовження бульвару Лейк-Шор до цього району та припинення потреби в поромному сполученні, оскільки автомобілі змогли доставляти відвідувачів готелю з Торонто.
У 1970-х роках Управління охорони природи Торонто й регіону побудувало парк Гамбер-Бей біля виходу Парк-Лон-авеню на набережну озера Онтаріо. Єдина природна берегова лінія, що залишилася, була розташована на схід від Wilson Park Avenue, з невеликим обривом на березі озера.

## Поштове село Гамбер-Бей
Західний берег річки Гамбер, де вона впадає в озеро Онтаріо, був місцем стихійної розбудови поселення у тодішньому містечку Етобіко. Зрештою цей район був очищений для будівництва шосе Квін Елізабет-вей, залізниці та інших проектів. Уздовж Лейк-Шор-бульвару Вест у тому ж районі територія була заселена, потім очищена під мотелі, а тепер очищена під вежі кондомініумів. Район все ще неофіційно відомий як Гамбер-Бей.

## Гаф-Мун-Бей
Гаф-Мун-Бей — це територія у формі півмісяця між Гамбер-Бей, Західним каналом і входом у гавань Торонто (від Форт-Руає до Строн-авеню).
Цей район був місцем висадки американських військ під час битви під Йорком 27 квітня 1813 року.
Сьогодні затока Гаф-Мун-Бей частково вкрита засипкою вздовж бульвару Лейк-Шор і Онтаріо-плейс.
На насипних відгалуженнях розташовані дві частини парку: Гамбер-Бей-Іст та Гамбер-Бей-Вест. Безпосередньо до території парку Гамбер-Бей-Вест прилягає житловий квартал, у якому розміщене Консульство України в Торонто по вул. Лейкшор-бульвар, 2275

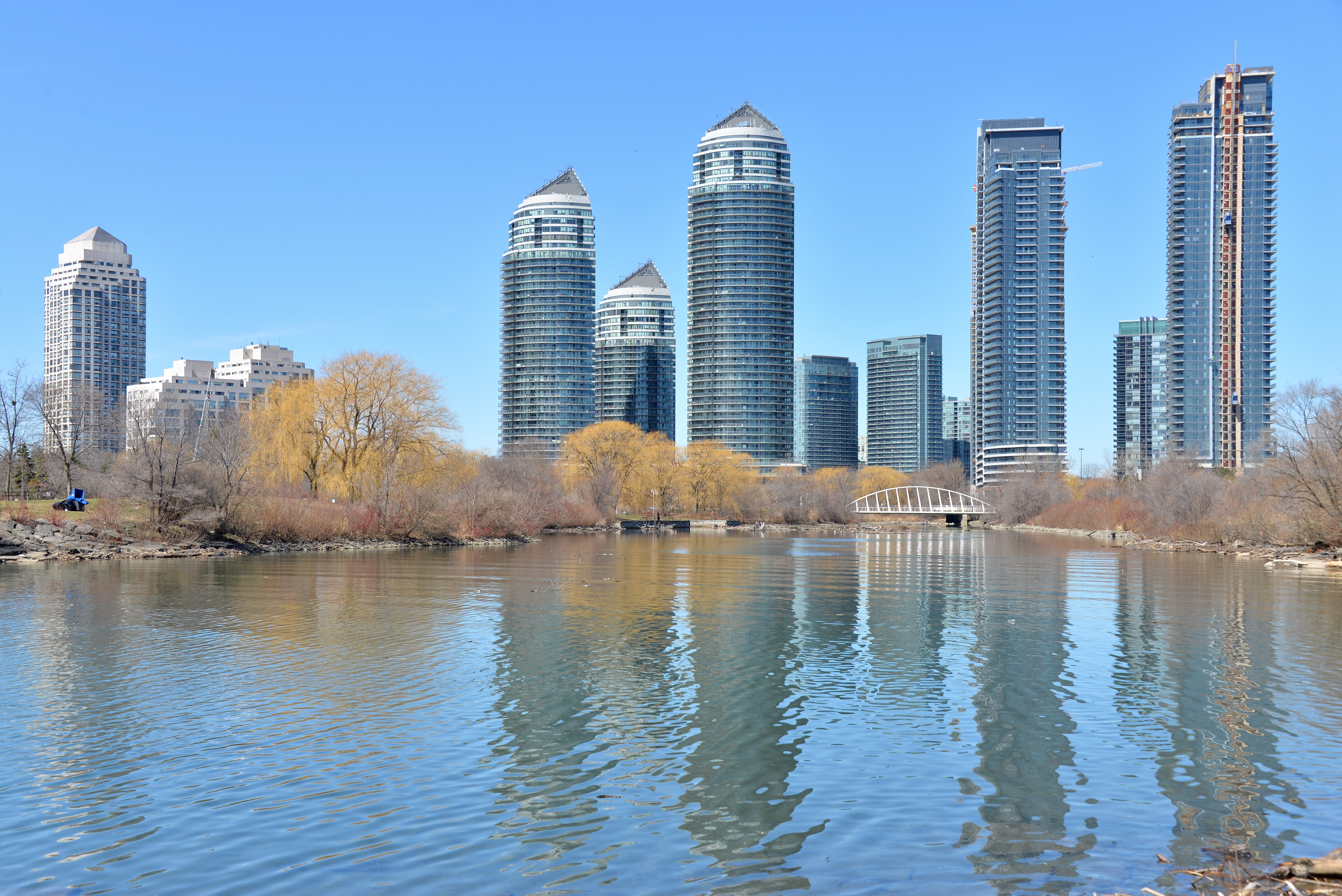
Вежі кондомініумів на Гамбер-Бей

## Зовнішні посилання
- Супутниковий знімок Гамбер-Бей Google